# Одеська комісія краєзнавства
Одеська комісія краєзнавства при ВУАН — науково-дослідна установа при Всеукраїнській Академії Наук (ВУАН).

## Історична довідка
Одеська комісія краєзнавства при ВУАН була затверджена спільними зборами ВУАН 22 жовтня 1923 року. Вона об'єднувала дослідників історії, культури та природи Південної України. Існувала у 1923—1931 роках. 27 січня 1924 року були схвалені статут та склад бюро комісії.
Комісія складалася з 4-х секцій — археологічної, етнографічно-діалектологічної, соціально-історичної і вивчення природних багатств краю. Філії комісії були засновані в Тирасполі і Херсоні.
Головою бюро комісії і археологічної секції був С. С. Дложевський, обраний дійсним членом Всесоюзного центрального бюро краєзнавства, 
Р. М. Волков очолював  етнографічно-діалектологічну секцію.
М. Є. Слабченко керував соціально-історичною секцією (згодом її очолив Є. П. Трифільєв). Г. І. Танфільєв очолював секцію природничих багатств.
Активними членами комісії були викладачі вищих навчальних закладів (Петринський М. М.), наукові співробітники, студенти (Теохаріді Т. Г.).

#### Друковане видання Одеськой комісії краєзнавства
З 1924 року комісія почала видавати журнал «Вісник Одеської комісії краєзнавства при Всеукраїнській академії наук», на сторінках якого друкувалися матеріали про діяльність комісії та її секцій, наукові статті, доповіді, бібліографічні огляди. Вийшло 5 книг у 3 випусках. ( http://catalog.odnb.odessa.ua/ONNB_ec/NashiVid/sPersonalii/277463.pdf)